# قصف غرنيكا
قصف غرنيكا (26 أبريل 1937) كان قصفا جويا على قرية غرنيكا، الواقعة في إقليم الباسك خلال الحرب الأهلية الإسبانية. نفذ القصف فيلق كوندور التابع سلاح الجو الألماني وفيلق التدخل السريع من سلاح الجو أفياسيون الإيطالي، بناء على طلب من الجبهة القومية الإسبانية. أطلق على العملية الاسم الرمزي «عملية روغن».
يعتبر هذا القصف إحدى الغارات الأولى على سكان مدنيين عزل ينفذها سلاح جو حديث، على الرغم من أن مدريد على سبيل المثال تعرضت للقصف مرات عديدة في السابق منذ عام  1936. ومع ذلك بموجب القوانين الدولية المختصة بالحرب الجوية حينذاك يمكن اعتبار غرنيكا هدفا عسكريا شرعيا، نظرا لاستخدامها مركز اتصالات قريب من الجبهة. لم تُحرّم الهجمات على المناطق الحضرية إلا بعد الحرب العالمية الثانية.
لا يزال عدد الضحايا موضع جدل؛ أحصت حكومة الباسك 1,654 قتيلا، بينما قدرت دراسة إسبانية العدد بحوالي 126 قتيلا (عدّل مؤلفو الدراسة هذا التقدير لاحقا إلى 153). مصدر آخر استخدمته كلية الحرب الجوية ادعى أن عدد القتلى المدنيين كان  400. بينما يشير الأرشيف السوفييتي إلى مقتل 800 شخص في 1 مايو 1937، لكن هذا العدد لا يأخذ بالحسبان الضحايا الذين توفوا لاحقا متأثرين بجراحهم أو الجثث التي اكتشفت لاحقا تحت الأنقاض.
كان هذا القصف موضوع اللوحة الشهير المضادة للحرب التي رسمها بابلو بيكاسو. كما أنها صُوّرت على خشيب للفنان الألماني هاينز كيفيتز الذي قتل لاحقا أثناء مشاركته القتال تحت لواء الألوية الدولية.

## غرنيكا
لطالما كانت قرية غرنيكا (رسميًا: غرنيكا لومو)، الواقعة في مقاطعة بيسكاي البشكنشية على بعد 30 كيلومترًا إلى الشرق من مدينة بلباو، مركزًا ذا أهمية كبيرة بالنسبة للباسكيين. كانت شجرة البلوط المعروفة باسم غرنيكاكو أربولا (شجرة «غيرنيكا» في إقليم الباسك) تمثل الحريات التقليدية للباسكيين الذين عدوها رمزًا لشعبهم. لم تكن غرنيكا جزءًا من هوية الباسكيين فحسب، بل كانت تعد أيضًا العاصمة الروحية لهم، وعرفت بكونها موطنًا لحرياتهم. صُنع في قرية غرنيكا السلاح الإسباني الشهير أسترا أونسيتا يي سيا سا (Astra-Unceta y Cia SA) الذي حصلت عليه قوات الجيش والشرطة الإسبانية بدءًا من عام 1912. كان عدد سكان غرنيكا، عندما بدء القصف، 7 آلاف شخص، وكانت جبهة القتال تبعد عن القرية حوالي 30 كيلومتر.

خريطة توضح تقدم قوات الجبهة القومية في شمالي إسبانيا عام 1937.

### الوضع العسكري
تمكنت قوات الجبهة القومية بقيادة الجنرال فرانسيسكو فرانكو من اقتحام العديد من الأراضي التي كانت تسيطر عليها حكومة الجمهورية الإسبانية الثانية. سعت حكومة الباسك (هيئة إدارية إقليمية مستقلة شكلها القوميون الباسكيون) إلى الدفاع عن مقاطعة بيسكاي وأجزاء من مقاطعة غيبوثكوا بجيشها المتواضع. كانت غرنيكا خلال الهجوم بمثابة نقطة إستراتيجية محورية بالنسبة للجيش الجمهوري الإسباني، إذ حالت دون استيلاء القوميين على مدينة بلباو التي كانت تعتبر مفتاحًا لإنهاء الحرب في شمالي إسبانيا. كانت غرنيكا أيضًا تقع على مسار تراجع الجيش الجمهوري من مناطق شمالي شرقي بيسكاي.
لم تكن قرية غرنيكا، قبل غارة فيلق الكندور، منخرطة بالمعارك بشكل مباشر، وذلك مع وجود قوات تابعة للجيش الجمهوري الإسباني في المنطقة؛ إذا تمركزت 23 كتيبة من جيش الباسك في الجبهة الواقعة إلى الشرق من غرنيكا. كان في القرية أيضًا كتيبتان من جيش الباسك، دون وجود أي دفاعات جوية ثابتة فيها، وكان يُعقتد بأنه من غير الممكن تأمين غطاء جوي مناسب للقرية، بسبب الخسائر الأخيرة التي كان قد مُني بها سلاح الجو التابع للجيش الجمهوري الإسباني.

### يوم التسوق
كان يوم 26 أبريل يومًا للتسوق في المنطقة. تواجد أكثر من 10 آلاف شخص في عاصمة الباسك السابقة. كان من الممكن ليوم التسوق أن يجذب الناس من المناطق المحيطة بغرنيكا إليها للقيام بالأعمال التجارية التي اشتملت على قيام المزارعين المحليين ببيع محاصيلهم الزراعية الأسبوعية لأهالي القرية.
ثمة نقاش تاريخي حول إقامة السوق في يوم الاثنين بالذات، إذ أمرت حكومة الباسك، قبل القصف، بمنع إقامة الأسواق لمنع ازدحام الطرق، ووضعت قيودًا على الاجتماعات الكبيرة. من المتفق عليه من قبل معظم المؤرخين بأنه كان من الممكن ليوم الاثنين «أن يكون يومًا للتسوق».

## عقيدة لوفتفافه 1933-1942
يقول جيمس كوروم أن وجهة النظر السائدة حول لوفتفاته (القوات الجوية الألمانية) وعملياتها الخاطفة تتمحور حول اتباعها لمبدأ القصف الإرهابي، إذ كانت تستهدف المدنيين عمدًا من أجل كسر إرادة العدو وتحقيق انهياره. بعد قصف غرنيكا في عام 1937، وقصف فيالون ووارسو في عام 1939 وقصف روتردام في عام 1940، آمن الجميع بأن القصف الإرهابي كان جزءًا من عقيدة القوات الجوية الألمانية. خلال فترة ما بين الحربين العالميتين، رفضت قيادة القوات الجوية الألمانية بشكل رسمي مفهوم القصف الإرهابي، وحصرت استخدام الأسلحة الجوية في ساحة المعركة لدعم عمليات الاعتراض. 

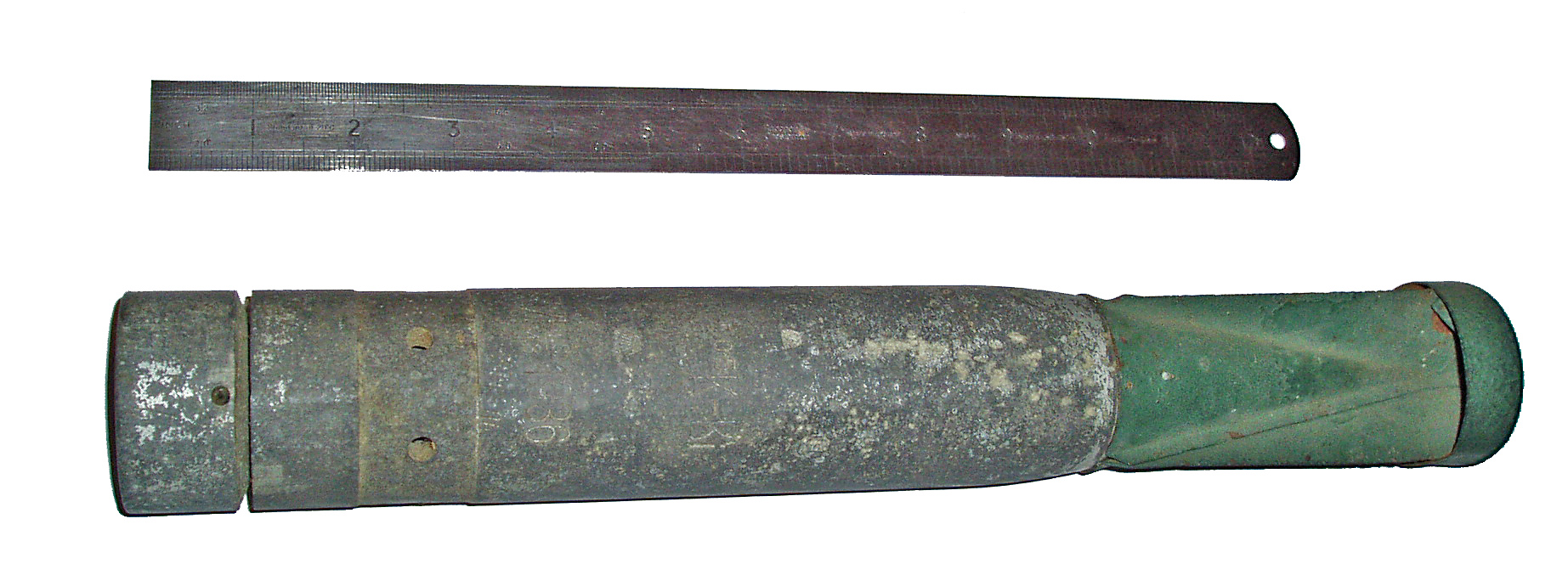
قنبلة حارقة وزنها 1 كغ، خاصة بالقوات الجوية الألمانية، مؤرخة بتاريخ 1936.

كانت معامل الصناعات الحيوية ومراكز وسائل النقل أهدافًا عسكرية مشروعة. يمكن للبعض أن يدعي بأن القوات الجوية الألمانية لم تكن تستهدف المدنيين بشكل مباشر، لكن، كان لانهيار الإنتاج، الناجم عن استهدف المناطق الصناعية، أن يؤثر على معنويات المدنيين ورغبتهم بالقتال. في ثلاثينيات القرن العشرين، وضع علماء القانون الألمان مبادئ توجيهية لنوع القصف المسموح به بموجب القانون الدولي. استبعتدت المبادئ الهجمات المباشرة ضد المدنيين كونها «قصف إرهابي» في حين اعتبرت مهاجمة مناطق الصناعات الحيوية الحربية وتحقيق الخسائر الكبيرة في صفوف المدنيين، وخلق حالة من انهيار الروح المعنوية بينهم، أمرًا مقبولًا.
جمع الجنرال فالتر فيفر في عام 1935 مجموعة من القوانين في وثيقة عرفت باسم «إدارة الحرب الجوية». تبنت القوات الجوية الألمانية وثيقة فيفر، ورفضت نظرية جيليو دوهيه حول القصف الإرهابي. اعتبرت الوثيقة أن للقصف الإرهابي «نتائج عكسية» إذ يزيد من إرادة العدو في المقاومة بدلًا من القضاء عليها عن بكرة أبيها. عُدت حملات القصف بمثابة محاولة لتحويل مسار العمليات الرئيسية للقوات الجوية الألمانية الخاصة التي كانت تستهدف القوات المسلحة للعدو.  

## الهجوم
كان فيلق الكندور بالكامل تحت قيادة قوات الجبهة القومية. أرسلت قوات الجبهة أمر الشروع بالهجوم إلى قائد فيلق الكندور، الأوبرسلوبمينت فولفرام فريهر فون ريختهوفن.

### التخطيط للمهمة
في الوقت الذي يطرح فيه العديد من المؤرخين أسئلة حول حقيقة النية الكامنة وراء الهجوم على غرنيكا، تصف مذكرات مصمم الخطة وقائد المهمة التي أُعلن عنها في سبعينيات القرن العشرين الهجومَ على غرنيكا بأنه يمثل جزءًا فقط من خطة تقدم أوسع لقوات الجبهة القومية في المنطقة، وكان مصممًا أيضًا لدعم قوات فرانكو التي كانت موجودة أصلًا في المنطقة.
أدرك ريختهوفن الأهمية الاستراتيجية لقرية غرنيكا في خطة التقدم نحو بلباو ودورها في تقييد حركة تراجع القوات التابعة للجمهورية الإسبانية الثانية، فأمر بشن هجوم على طرق بلدية رينتيريا وجسرها. كان تدميرُ الجسر الهدفَ الرئيسي للهجوم الذي تزامن مع تحرك قوات الجبهة القومية ضد قوات الجمهورية الإسبانية الثانية حول قرية ماركوينا. تمثلت الأهداف الثانوية بتقييد تحركات قوات الجمهورية الإسبانية الثانية، والحيلولة دون نقلها لمعداتها، ومنع إصلاح الجسر من خلال قصف المناطق المحيطة به وتحويلها لأنقاض.  
بتاريخ 22 مارس 1937، بدأ فرانكو بوضع خطته موضع التنفيذ بقيادة المشير الجوي، الجنرال ألفريدو كينديلان. وفقًا للخطة، كان الجيش الألماني سيتوجه أولًا نحو مدينة وادي الحجارة. وستبدأ من بعدها القوات الإيطالية في بالنسيا عمليات إعادة هيكلة. وستتسلح هناك فرقتان عسكريتان جديدتان. تنص الخطة على انطلاق الجنرال إميليو مولا نحو مناطق الشمال (أشتورية وسانتاندير وبيسكاي). أرسلت جميع المعدات التابعة للجبهة القومية إلى الجبهة الشمالية لدعم مولا. تمثل السبب الرئيسي في اختيار مناطق الشمال لانطلاق الهجوم في الشك بإمكانية تحقيق نصر حاسم وسريع في تلك المناطق. أراد مولا أن يجعل من معركة الشمال معركة سريعة؛ فما كان منه إلا أن أعطى الباسكيين خيار الاستسلام مع التعهد بعدم التعرض لحياتهم أو منازلهم. في 31 مارس، بدأ مولا بتنفيذ تهديداته، وبدأ القتال في بلدية دورانغو.
أقنع فيلق الكندور فرانكو بإرسال القوات إلى الشمال بقيادة الجنرال إميليو مولا. بتاريخ 31 مارس 1937، هاجم مولا مقاطعة بيسكاي، وأقدم فيلق الكندور على قصف بلدية دورانغو. خاضت القوات التابعة لحكومة الجمهورية الإسبانية الثانية معارك ضارية ضد القوات الألمانية، وتمكنت في نهاية المطاف من إجبار الألمان على العودة من حيث أتوا. فر العديد من اللاجئين، يقدر عددهم بألف شخص، إلى غرنيكا بحثًا عن الأمان. بتاريخ 25 أبريل 1937، أرسل الجنرال مولا تحذيرًا إلى فرانكو أكد فيه على تخطيطه لشن ضربة عسكرية عنيفة على غرنيكا.

## وصلات خارجية
- "Login". timesonline.co.uk. مؤرشف من الأصل في 2011-08-05. اطلع عليه بتاريخ 2014-02-11.

"El bombardeo de Gernika". eitb.com. مؤرشف من الأصل في 2012-10-25. اطلع عليه بتاريخ 2014-02-11.